# Équipe d'Algérie féminine de volley-ball en 2012
L'Équipe d'Algérie de volley-ball féminin participera en 2012 aux Jeux olympiques (28 juillet-11 août) et au Qualifications du Grand Prix mondial (27-28 avril).

## Les matchs des A

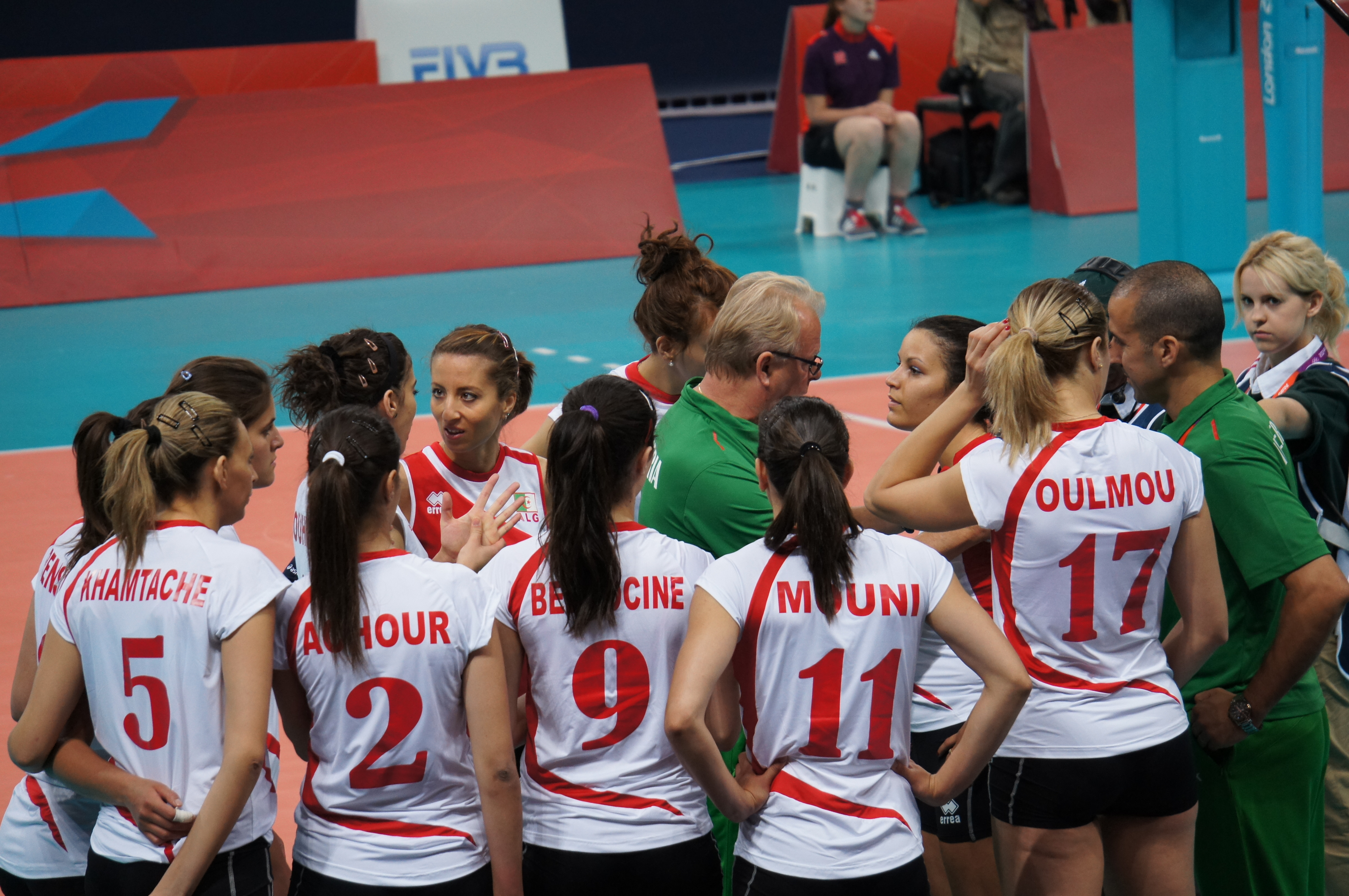
Équipe d'Algérie féminin aux Jeux olympiques d'été de 2012.

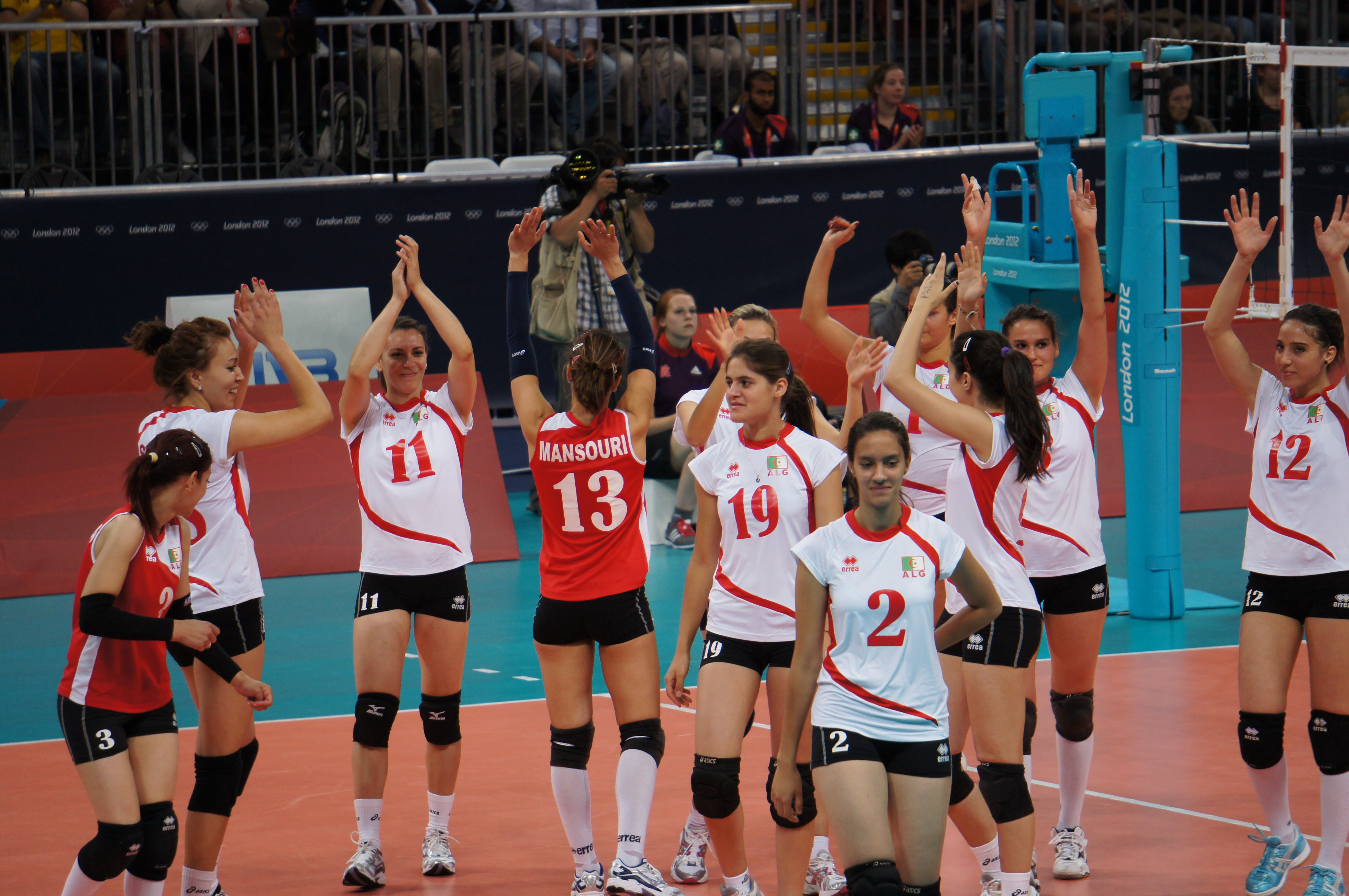
Équipe d'Algérie.

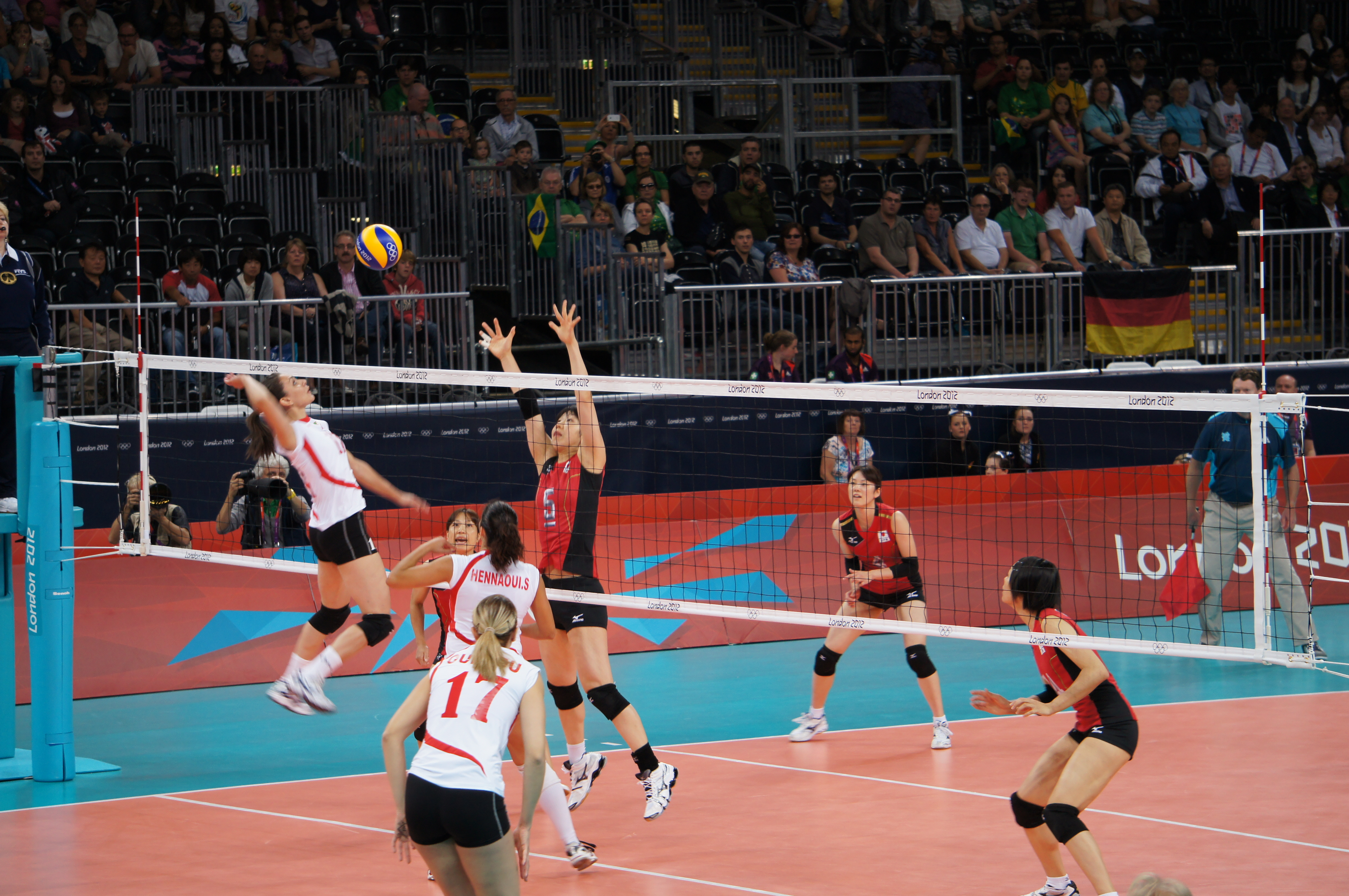
Équipe d'Algérie.

| Date            | Lieu                                   | Adversaire             | Score                              | Durée  | Compétition | Meilleur marqueur                       | Référence |
| 2 février 2012  | Salle Hocine Chalane Blida             | Égypte                 | 1-3 (20-25 25-23 17-25 20-25)      | 1 h 54 | QJO         | -                                       |           |
| 3 février 2012  | Salle Hocine Chalane Blida             | Seychelles             | 3-0 (25-6 25-6 25-12)              | 1 h 0  | QJO         | -                                       |           |
| 4 février 2012  | Salle Hocine Chalane Blida             | Kenya                  | 3-1 (25-16 25-21 20-25 25-12)      | 1 h 37 | QJO         | -                                       |           |
| 27 avril 2012   | Palais des sports Hamou-Boutlélis Oran | Taïwan                 | 0-3 (19-25 24-26 20-25)            | 1 h 13 | QGPM        | Lydia Oulmou (11)                       | [ 1 ]     |
| 28 avril 2012   | Palais des sports Hamou-Boutlélis Oran | Taïwan                 | 3-0 (25-23 25-23 25-19)            | 0 h 54 | QGPM        | Lydia Oulmou (17)                       | [ 2 ]     |
| 28 juillet 2012 | Earls Court Londres                    | Japon                  | 0-3 (15-25 14-25 7-25)             | 1 h 3  | JO          | Zohra Bensalem (9)                      | [ 3 ]     |
| 30 juillet 2012 | Earls Court Londres                    | Grande-Bretagne        | 3-2 (22-25 25-19 23-25 25-19 15-8) | 2 h 17 | JO          | Zohra Bensalem (15) Safia Boukhima (15) | [ 4 ]     |
| 1er août 2012   | Earls Court Londres                    | Russie                 | 0-3 (7-25 14-25 15-25)             | 1 h 9  | JO          | Safia Boukhima (6)                      | [ 5 ]     |
| 3 août 2012     | Earls Court Londres                    | Italie                 | 0-3 (11-25 12-25 17-25)            | 1 h 5  | JO          | Zohra Bensalem (13)                     | [ 6 ]     |
| 5 août 2012     | Earls Court Londres                    | République dominicaine | 0-3 (15-25 16-25 13-25)            | 1 h 15 | JO          | Zohra Bensalem (13)                     | [ 7 ]     |

Légende: A : match amical / QJO : match de la Qualifications pour les Jeux olympiques d'été de 2012 / QGPM : match de la Qualifications du Grand Prix mondial 2012 / JO : match de la Jeux olympiques 2012.

## Les joueurs en A
| Joueurs             |             |             |             |             |             |             |             |
| Sehryne Hennaoui    | -           | -           | (2pts)      | (5pts)      | (1pt)       | (1pt)       | (2pts)      |
| Dallal Merwa Achour | -           | -           | NP          | a participé | NP          | NP          | a participé |
| Salima Hamouche     | a participé | a participé | a participé | a participé | a participé | a participé | NP          |
| Amel Khamtache      | a participé | NP          | NP          | (6pts)      | a participé | (1pt)       | (6pts)      |
| Zohra Bensalem      | (7pts)      | (10pts)     | (9pts)      | (15pts)     | (5pts)      | (13pts)     | (13pts)     |
| Sarra Belhocine     | -           | -           | NP          | NP          | NP          | NP          | NP          |
| Mouni Abderrahim    | NP          | NP          | (3pts)      | (3pts)      | (5pts)      | (1pt)       | (3pts)      |
| Safia Boukhima      | -           | -           | (3pts)      | (15pts)     | (6pts)      | (3pts)      | (6pts)      |
| Nawal Mansouri      | a participé | a participé | a participé | a participé | a participé | a participé | a participé |
| Lydia Oulmou        | (11pts)     | (16pts)     | (5pts)      | (11pts)     | (4pts)      | (9pts)      | (3pts)      |
| Tassadit Aissou     | (8pts)      | (7pts)      | (5pts)      | (5pts)      | (3pts)      | (1pt)       | (5pts)      |
| Celia Bourihane     | -           | -           | NP          | (1pt)       | a participé | a participé | a participé |
| Faïza Tsabet        | (9pts)      | (12pts)     | -           | -           | -           | -           | -           |
| Fatima Zahra Oukazi | (4pts)      | (2pts)      | -           | -           | -           | -           | -           |
| Mélinda Hennaoui    | a participé | (1pt)       | -           | -           | -           | -           | -           |
| Silya Magnana       | a participé | a participé | -           | -           | -           | -           | -           |
| Aicha Mezmat        | a participé | (7pts)      | -           | -           | -           | -           | -           |

## Les sélections

### Sélection pour lesJeux olympiques d'été de 2012
| No                                       | Nom                                      | Date de naissance                        | Taille | Poids | Poste                        | Club                         |
| ---------------------------------------- | ---------------------------------------- | ---------------------------------------- | ------ | ----- | ---------------------------- | ---------------------------- |
| 1                                        | Sehryne Hennaoui                         | 10 janvier 1988                          | 172    | 69    | Passeur                      | Istres Sports Volley-Ball    |
| 2                                        | Dallal Merwa Achour                      | 3 novembre 1994                          | 175    | 60    | Central                      | ASV Blida                    |
| 3                                        | Salima Hamouche                          | 17 janvier 1984                          | 158    | 54    | Libero                       | GS pétroliers                |
| 5                                        | Amel Khamtache                           | 4 mai 1981                               | 181    | 65    |                              | GS pétroliers                |
| 8                                        | Zohra Bensalem                           | 5 avril 1990                             | 178    | 68    | Réceptionneur-attaquant      | GS pétroliers                |
| 9                                        | Sarra Belhocine                          | 18 septembre 1994                        | 178    | 60    | Réceptionneur-attaquant      | GS pétroliers                |
| 11                                       | Mouni Abderrahim                         | 19 novembre 1985                         | 171    | 60    | Réceptionneur-attaquant      | MB Béjaïa                    |
| 12                                       | Safia Boukhima                           | 10 janvier 1991                          | 176    | 64    | Réceptionneur-attaquant      | GS pétroliers                |
| 13                                       | Nawal Mansouri                           | 1er août 1985                            | 174    | 64    | Libero                       | MB Béjaïa                    |
| 17                                       | Lydia Oulmou                             | 2 février 1986                           | 181    | 59    | Central                      | Hainaut Volley               |
| 18                                       | Tassadit Aissou                          | 19 juin 1989                             | 184    | 80    | Central                      | NR Chlef                     |
| 19                                       | Celia Bourihane                          | 22 janvier 1995                          | 177    | 60    | Réceptionneur-attaquant      | NC Béjaia                    |
|                                          |                                          |                                          |        |       |                              |                              |
| Encadrement technique                    | Encadrement technique                    |                                          |        |       | Légende                      | Légende                      |
| Entraîneur : George Strumilo             | Entraîneur : George Strumilo             | Entraîneur : George Strumilo             |        |       | : Capitaine                  | : Capitaine                  |
| Entraîneur(s) adjoint(s) : Aimed Saidani | Entraîneur(s) adjoint(s) : Aimed Saidani | Entraîneur(s) adjoint(s) : Aimed Saidani |        |       | : Joueur blessé actuellement | : Joueur blessé actuellement |
| Manager général : Khaled Belkacemi       |                                          |                                          |        |       |                              |                              |